# Thời kỳ Vargas
Thời kỳ Vargas (tiếng Bồ Đào Nha: Era Vargas; phát âm tiếng Bồ Đào Nha: [ˈɛɾɐ ˈvaɾɡɐs]) là khoảng thời gian lịch sử của Brasil từ năm 1930 đến năm 1945, khi đất nước được điều hành bởi tổng thống Getúlio Vargas. Giai đoạn từ năm 1930 đến năm 1937 được gọi là Đệ Nhị Cộng hòa Brasil, và một phần khác của thời kỳ Vargas, từ năm 1937 đến năm 1946 được gọi là Đệ Nhị Cộng hòa Brasil (hoặc Estado Novo - "Nhà nước mới").
Cách mạng Brasil năm 1930 đánh dấu sự kết thúc của Đệ Nhất Cộng hòa Brasil. Tổng thống Washington Luís bị phế truất; lễ tuyên thệ nhậm chức của tổng thống đắc cử Júlio Prestes đã bị chặn, với lý do cuộc bầu cử đã bị gian lận bởi những người ủng hộ ông; Hiến pháp năm 1891 bị bãi bỏ, Quốc hội bị giải tán và chính phủ quân quản lâm thời nhường lại quyền lực cho Vargas. Sự can thiệp của liên bang vào các chính quyền bang gia tăng và bối cảnh chính trị bị thay đổi bằng cách đàn áp đầu sỏ truyền thống của các bang như São Paulo và Minas Gerais.
Kỷ nguyên Vargas bao gồm ba giai đoạn liên tiếp:
- thời kỳ Chính phủ Lâm thời (1930–1934), khi Vargas cai trị bằng sắc lệnh với tư cách là Người đứng đầu Chính phủ lâm thời do cách mạng thành lập, trong khi chờ thông qua Hiến pháp mới.
- thời kỳ Hiến pháp Brasil năm 1934, khi Hiến pháp mới được soạn thảo và phê chuẩn bởi Hội đồng lập hiến năm 1933–1934 và Vargas, được Hội đồng lập hiến bầu theo các điều khoản chuyển tiếp của Hiến pháp, được cai trị với tư cách là Tổng thống cùng với một cơ quan lập pháp được bầu cử một cách dân chủ.
- thời kỳ Estado Novo (1937–1945), được thành lập để duy trì sự cai trị của mình, Vargas đã áp đặt một Hiến pháp bán toàn trị mới trong một đảo chính và đóng cửa cơ quan lập pháp, cai trị Brasil như một nước độc tài.

Việc phế truất Getúlio Vargas và chế độ Estado Novo của ông vào năm 1945 và quá trình tái dân chủ hóa sau đó của Brazil với việc thông qua Hiến pháp mới vào năm 1946 đánh dấu sự kết thúc của thời kỳ Vargas và sự khởi đầu của thời kỳ được gọi là Đệ Tứ Cộng hòa Brasil.